# Fledermauswinterquartier Schießgang
Fledermauswinterquartier Schießgang este o arie protejată (arie specială de conservare — SAC, sit de importanță comunitară — SCI) din Germania întinsă pe o suprafață de 3,16 ha, integral pe uscat.

## Localizare
Centrul sitului Fledermauswinterquartier Schießgang este situat la coordonatele 52°45′29″N 14°00′02″E / 52.7581°N 14.0006°E.

## Înființare
Situl Fledermauswinterquartier Schießgang a fost declarat sit de importanță comunitară în martie 2004.

## Biodiversitate
Situată în ecoregiunea continentală, aria protejată nu include niciun habitat protejat.
La baza desemnării sitului se află mai multe specii protejate de  mamifere (3): liliac cârn (Barbastella barbastellus), liliac cu urechi mari (Myotis bechsteinii), liliac comun (Myotis myotis).